# Hugo Franz von Brachelli

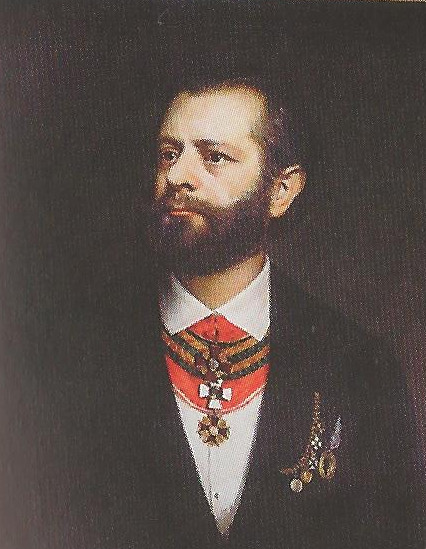
Hugo Franz Ritter von Brachelli, Gemälde von Wenzel Ottokar Noltsch (1880)

Hugo Franz Ritter von Brachelli (* 11. Februar 1834 in Brünn; † 3. Oktober 1892 in Wien) war ein österreichischer Statistiker und Hochschullehrer. Er war Rektor der Technischen Hochschule Wien.

## Leben
Hugo Franz Brachelli studierte von 1850 bis 1854 Rechts- und Staatswissenschaften an der Universität Wien. 1857 promovierte er an der Universität Jena zum Dr. phil. Ab 1855 war er als Adjunkt im statistischen Büro des k.k. Handelsministeriums Mitarbeiter von Karl von Czoernig-Czernhausen, unter anderem bereitete er den Internationalen Statistischen Kongress in Wien 1857 vor.
1860 wurde er zum außerordentlichen Professor, 1863 zum ordentlichen Professor der Statistik und des österreichisch-ungarischen Verfassungs- und Verwaltungsrechts an das k.k. Polytechnische Institut (ab 1872 Technische Hochschule) berufen. Am Polytechnischen Institut war er an den Organisationsreformen von 1865 und 1872 mitbeteiligt. Im Studienjahr 1878/79 wurde er zum Rektor der Technischen Hochschule gewählt. 1869 übernahm er außerdem auch die Lehrkanzel für Staatsrecht und Statistik am Militärintendanz- und am höheren Artillerie- und Geniekurs.
Ab 1863 war er außerordentliches Mitglied, ab 1872 ordentliches Mitglied der Statistischen Zentralkommission. Ab 1872 gehörte er auch der Redaktion der Zeitschrift Austria – Archiv für Gesetzgebung und Statistik an und wurde in diesem Jahr mit der Errichtung eines statistischen Departements im Handelsministerium beauftragt.
1876 setzte er auf dem internationalen statistischen Kongress in Budapest die Bildung einer internationalen Kommission für Eisenbahnstatistik durch. Diese entwickelte unter seiner Leitung von 1877 bis 1881 die statistischen Grundlagen für das in Bern abgeschlossene internationale Übereinkommen über das Eisenbahnfrachtrecht.

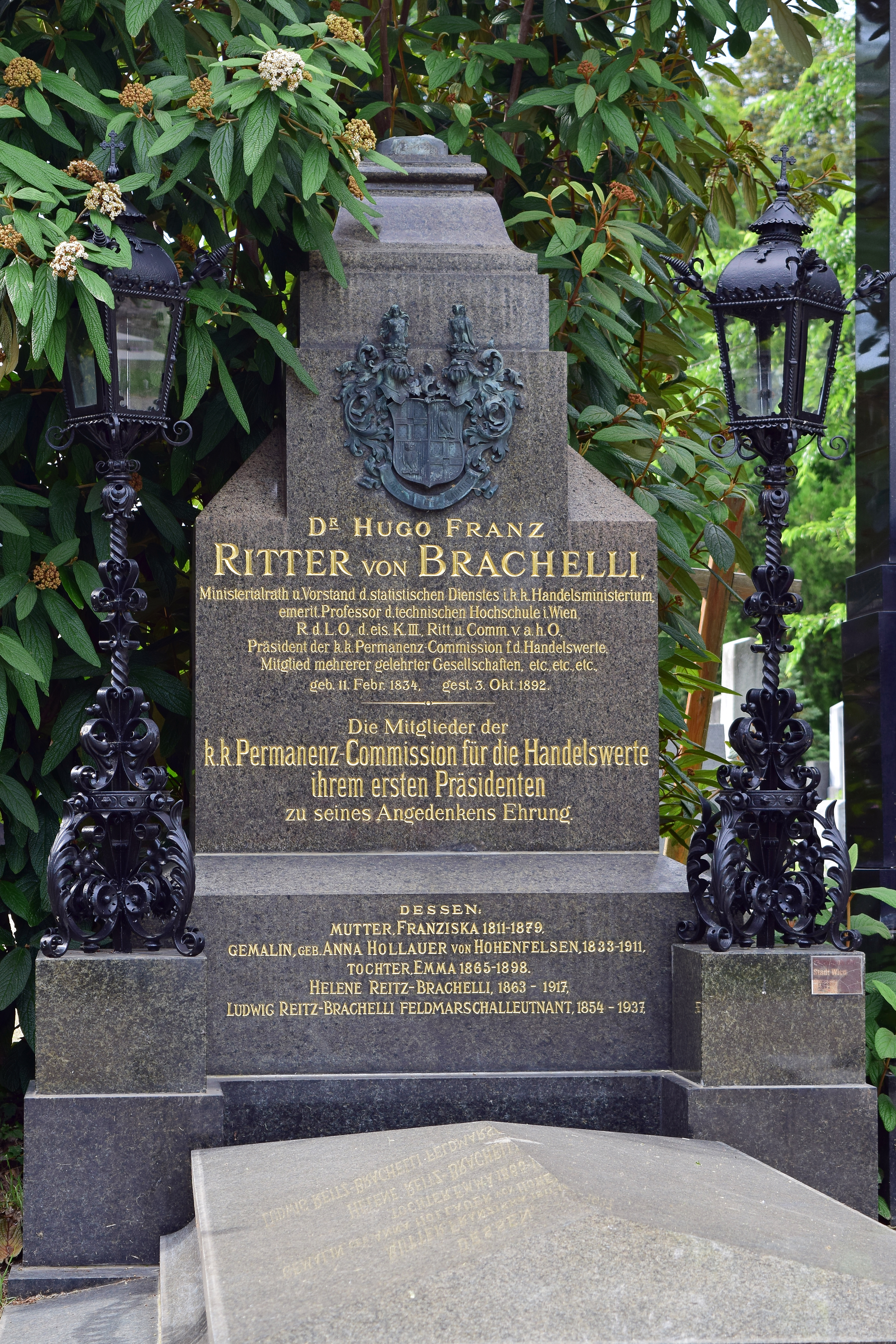
Ehrenhalber gewidmetes Grab auf dem Wiener Zentralfriedhof

Ab 1877 war er Präsident der von ihm mitbegründeten permanenten Kommission für die Handelswerte. 1890 kehrte er als Ministerialrat ins Handelsministerium zurück. Dort führte er eine Reform der Außenhandelsstatistik des österreichisch-ungarischen Zollgebiets durch und eine statistische Deklarationspflicht beim Warenverkehr mit dem Ausland ein.
Brachelli starb 1892 im Alter von 58 Jahren und wurde auf dem Wiener Zentralfriedhof in einem ehrenhalber gewidmeten Grab (Gruppe 71C, Nr. 23) bestattet.

## Auszeichnungen
- 1873: Ernennung zum Hofrat
- 1873: russischer Stanislausorden
- 1875: Annenorden 2. Klasse
- 1879: Ordre des Palmes Académiques
- 1883: Kommandeur des italienischen St. Mauritius- und Lazarusordens
- 1884: Orden der Eisernen Krone III. Klasse und Erhebung in den Ritterstand
- 1891: Ernennung zum Ritter des  Leopold-Ordens
- 1889: Ritter des preußischen Kronenordens II. Klasse
- 1962 wurde nach ihm die Brachelligasse  im 22. Wiener Gemeindebezirk Donaustadt benannt.[1]
- Ehrenmitglied der Royal Statistical Society

## Publikationen (Auswahl)
- 1853: Die Staaten Europas in kurzer statistischer Darstellung (5. Auflage 1907)
- 1856/57: Deutsche Staatenkunde
- 1858: Beschreibung des Osmanischen Reiches und Griechenlands
- 1861–1867: Handbuch der Geographie und Statistik des Kaiserthums Österreich, Hinrichs-Verlag, Leipzig
- 1864–1868: Handbuch der Geographie und Statistik des Königreichs Preußen und der deutschen Mittel- und Klein-Staaten, Hinrichs-Verlag, Leipzig, 7. Auflage
- 1878: Statistische Skizze der Österreichisch-Ungarischen Monarchie nebst Liechtenstein, Hinrichs-Verlag, Leipzig, 6. Auflage
- 1879: Neuer Atlas der ganzen Erde für die Gebildeten aller Stände und für höhere Lehranstalten: 30 Karten, mit Berücksichtigung der geographisch-statistischen Werke, begründet von K. Th. Wagner, gezeichnet von Jakob Melchior Ziegler, neu bearbeitet und erweitert von Otto Delitsch und Hugo Franz von Brachelli, Hinrichs-Verlag, Leipzig, 35. Auflage